# Teorema de los cuatro vértices

Una elipse (roja) y su evoluta (azul), que muestra los cuatro vértices de la curva. Cada vértice se corresponde con una cúspide de la ley de curvatura de la elipse.

El clásico teorema de los cuatro vértices indica que la función curvatura de una curva plana simple, cerrada y suave tiene al menos cuatro extremos locales (específicamente, al menos dos máximos locales y al menos dos mínimos locales). El nombre del teorema se deriva de la convención de denominar vértice a cada punto extremo de la función de curvatura. Este teorema posee muchas generalizaciones, incluida una versión para curvas espaciales donde un vértice se define como un punto de cambio de torsión.

## Ejemplos
La curvatura de una elipse posee exactamente cuatro vértices: dos máximos locales donde es cruzada por el eje mayor de la elipse, y dos mínimos locales donde es cruzada por el eje menor. En una circunferencia, cada punto es tanto un máximo local como un mínimo de curvatura local, por lo que hay infinitos vértices.

## Historia
El teorema de los cuatro vértices se probó por primera vez para curvas convexas (es decir, curvas con curvatura estrictamente positiva) en 1909 por Syamadas Mukhopadhyaya. Su prueba utiliza el hecho de que un punto en la curva es un extremo de la función de curvatura si y solo si la circunferencia osculatriz en ese punto tiene contacto de cuarto orden con la curva (en general, el círculo de osculación tiene solo un contacto de tercer orden con la curva). El teorema de los cuatro vértices fue probado de forma general por Adolf Kneser en 1912 usando un argumento proyectivo.

## Demostración
Durante muchos años, la demostración del teorema de los cuatro vértices se valía de razonamientos complejos, pero Osserman (1985) proporcionó una prueba simple y conceptual, basada en la idea del círculo mínimo envolvente. Este es un círculo que contiene la curva dada y tiene el radio más pequeño posible. Si la curva incluye un arco del círculo, contiene infinitos vértices. De lo contrario, la curva y el círculo deben ser tangentes en al menos dos puntos. En cada tangencia, la curvatura de la curva es mayor que la del círculo (de lo contrario, la curva continuaría desde la tangencia fuera del círculo en lugar de dentro). Sin embargo, entre cada par de tangencias, la curvatura debe disminuir por debajo de la del círculo, por ejemplo, en un punto obtenido al trasladar el círculo hasta que ya no contenga ninguna parte de la curva entre los dos puntos de tangencia, teniendo en cuenta el último punto de contacto entre el círculo trasladado y la curva. Por lo tanto, hay un mínimo de curvatura local entre cada par de tangencias, dando dos de los cuatro vértices. Así mismo, debe de haber un máximo de curvatura local entre cada par de mínimos locales, dando los otros dos vértices.

## Relación inversa
El inverso al teorema de los cuatro vértices establece que cualquier función continua de variable real que tiene al menos dos máximos locales y dos mínimos locales es la función de curvatura de una curva plana cerrada simple. Herman Gluck lo demostró para las funciones estrictamente positivas en 1971 como un caso especial de un teorema general sobre la preasignación de la curvatura de n-esferas. Björn Dahlberg demostró la convergencia completa con el teorema de los cuatro vértices poco antes de su muerte en enero de 1998, teorema que fue publicado póstumamente. La prueba de Dahlberg usa un argumento basado en el concepto de índice, que de alguna manera recuerda a la demostración topológica estándar del teorema fundamental del álgebra.

## Aplicación a la mecánica
Un corolario del teorema es que una figura plana homogénea que rueda sobre una superficie horizontal bajo condiciones de gravedad uniforme, tiene al menos 4 puntos de equilibrio. Una versión discreta de esta afirmación es que no puede haber un polígono monostático.
Sin embargo, en tres dimensiones existen poliedros monostáticos, y también existe un objeto convexo, homogéneo con exactamente 2 puntos de equilibrio (uno estable y el otro inestable), el Gömböc.

Ilustración del teorema de los cuatro vértices en una elipse

## Variaciones discretas
Existen varias versiones discretas del teorema de los cuatro vértices, tanto para polígonos convexos como no convexos. Estos son algunos de ellos:
- (Bilinski) La secuencia de ángulos de un polígono equilátero convexo con al menos cuatro vértices tiene al menos cuatro extremos.
- La secuencia de longitudes laterales de un polígono equiangular convexo con al menos cuatro lados tiene al menos cuatro extremos.
- (Musin) Una circunferencia circunscrita alrededor de tres vértices consecutivos de un polígono con al menos cuatro vértices se llama extremal si contiene todos los vértices restantes del polígono, o no tiene ninguno de ellos en su interior. Tal polígono convexo es "genérico" si no tiene cuatro vértices en la misma circunferencia. Entonces, cada polígono convexo genérico con al menos cuatro vértices tiene al menos cuatro circunferencias extremas.
- (Legendre-Cauchy) Dos n-gonos convexos con la correspondiente longitud lateral tiene cero o al menos 4 cambios de signo en la secuencia cíclica de las correspondientes diferencias de ángulo.
- (A.D. Alexandrov) Dos n-gonos convexos con lados correspondientes paralelos y la misma área tienen cero o al menos 4 cambios de signo en la secuencia cíclica de las diferencias de longitudes laterales correspondientes.

Algunas de estas variaciones son más fuertes que otras, y todas implican el teorema de los cuatro vértices (usual) por un argumento de paso al límite.

## Generalización a curvas espaciales
La proyección estereográfica de la esfera al plano conserva los puntos críticos de la curvatura geodésica. Por lo tanto, las curvas esféricas cerradas simples tienen cuatro vértices. Además, en la esfera, los vértices de una curva corresponden a puntos donde su torsión desaparece. Entonces, para las curvas espaciales, un vértice se define como un punto en el que la torsión desaparece. En 1994, V. D. Sedykh demostró que cada curva espacial cerrada simple que se encuentra en la superficie de un cuerpo convexo tiene cuatro vértices. En 2015 Mohammad Ghomi generalizó el teorema de Sedij a todas las curvas que recorren un disco localmente convexo.